# Gmina Ravne na Koroškem
Ravne na Koroškem (niem. Gutenstein) − gmina w Słowenii. Ośrodek przemysłu spożywczego. W 2002 roku liczyła 12 163 mieszkańców.

## Miejscowości
Miejscowości wchodzące w skład gminy Ravne na Koroškem:

- Brdinje
- Dobrije
- Koroški Selovec
- Kotlje
- Navrški Vrh
- Podgora
- Podkraj
- Preški Vrh
- Ravne na Koroškem – siedziba gminy
- Sele
- Stražišče
- Strojna
- Tolsti Vrh
- Uršlja Gora
- Zelen Breg